# Franciaország a 2011-es úszó-világbajnokságon
Franciaország a 2011-es úszó-világbajnokságon 44 sportolóval vett részt.

## Érmesek
|    | Nemzet        | Arany | Ezüst | Bronz | Összesen |
| 8. | Franciaország | 2     | 4     | 5     | 11       |

| Érem      | Név                                                                         | Sport          | Esemény                          | Dátum      |
| --------- | --------------------------------------------------------------------------- | -------------- | -------------------------------- | ---------- |
| Aranyérem | Camille Lacourt                                                             | Úszás          | Férfi 100 méteres hátúszás       | július 26. |
| Aranyérem | Jérémy Stravius                                                             | Úszás          | Férfi 100 méteres hátúszás       | július 26. |
| Ezüstérem | Aurélie Muller                                                              | Hosszútávúszás | Női 5 kilométeres hosszútávúszás | július 22. |
| Ezüstérem | Alain Bernard Jérémy Stravius William Meynard Fabien Gilot                  | Úszás          | Férfi 4 × 100 méteres gyorsváltó | július 24. |
| Ezüstérem | Yannick Agnel Grégory Mallet Jérémy Stravius Fabien Gilot Sébastien Rouault | Úszás          | Férfi 4 × 200 méteres gyorsváltó | július 29. |
| Ezüstérem | Camille Lacourt                                                             | Úszás          | Férfi 50 méteres hátúszás        | július 31. |
| Bronzérem | Camille Muffat                                                              | Úszás          | Női 400 méteres gyorsúszás       | július 24. |
| Bronzérem | Camille Muffat                                                              | Úszás          | Női 200 méteres gyorsúszás       | július 27. |
| Bronzérem | William Meynard                                                             | Úszás          | Férfi 100 méteres gyorsúszás     | július 28. |
| Bronzérem | Alain Bernard                                                               | Úszás          | Férfi 50 méteres gyorsúszás      | július 30. |
| Bronzérem | Mélanie Henique                                                             | Úszás          | Női 50 méteres pillangóúszás     | július 30. |

## Műugrás
Férfi
| Versenyző(k)                | Esemény                       | Selejtező | Selejtező | Elődöntő          | Elődöntő          | Döntő             | Döntő             |
| Versenyző(k)                | Esemény                       | Pont      | Helyezés  | Pont              | Helyezés          | Pont              | Helyezés          |
| --------------------------- | ----------------------------- | --------- | --------- | ----------------- | ----------------- | ----------------- | ----------------- |
| Damien Cely                 | Férfi 1 méteres műugrás       | 352.40    | 15        |                   |                   | Nem jutott tovább | Nem jutott tovább |
| Damien Cely                 | Férfi 3 méteres műugrás       | 354.70    | 38        | Nem jutott tovább | Nem jutott tovább | Nem jutott tovább | Nem jutott tovább |
| Matthieu Rosset             | Férfi 1 méteres műugrás       | 337.95    | 21        |                   |                   | Nem jutott tovább | Nem jutott tovább |
| Matthieu Rosset             | Férfi 3 méteres műugrás       | 433.00    | 10 Q      | 445.25            | 8 Q               | 455.45            | 7                 |
| Matthieu Rosset Damien Cely | Férfi 3 méteres szinkronugrás | 399.30    | 5 Q       |                   |                   | 402.36            | 8                 |

Női
| Versenyző(k)                  | Esemény                     | Selejtező | Selejtező | Elődöntő          | Elődöntő          | Döntő             | Döntő             |
| Versenyző(k)                  | Esemény                     | Pont      | Helyezés  | Pont              | Helyezés          | Pont              | Helyezés          |
| ----------------------------- | --------------------------- | --------- | --------- | ----------------- | ----------------- | ----------------- | ----------------- |
| Fanny Bouvet                  | Női 1 méteres műugrás       | 227.10    | 24        |                   |                   | Nem jutott tovább | Nem jutott tovább |
| Fanny Bouvet                  | Női 3 méteres műugrás       | 246.40    | 30        | Nem jutott tovább | Nem jutott tovább | Nem jutott tovább | Nem jutott tovább |
| Marion Farissier              | Női 1 méteres műugrás       | 221.65    | 27        |                   |                   | Nem jutott tovább | Nem jutott tovább |
| Marion Farissier              | Női 3 méteres műugrás       | 270.90    | 21        | Nem jutott tovább | Nem jutott tovább | Nem jutott tovább | Nem jutott tovább |
| Audrey Labeau                 | Női 10 méteres toronyugrás  | 98.50     | 33        | Nem jutott tovább | Nem jutott tovább | Nem jutott tovább | Nem jutott tovább |
| Fanny Bouvet Marion Farissier | Női 3 méteres szinkronugrás | 255.84    | 10 Q      |                   |                   | 254.10            | 11                |

## Hosszútávúszás
Férfi
| Versenyző           | Esemény                             | Döntő     | Döntő    |
| Versenyző           | Esemény                             | Idő       | Helyezés |
| ------------------- | ----------------------------------- | --------- | -------- |
| Damien Cattin Vidal | Férfi 5 kilométeres hosszútávúszás  | 56:27.4   | 7        |
| Sebastien Fraysse   | Férfi 5 kilométeres hosszútávúszás  | 56:45.6   | 26       |
| Sebastien Fraysse   | Férfi 10 kilométeres hosszútávúszás | 1:54:50.2 | 16       |
| Julien Sauvage      | Férfi 10 kilométeres hosszútávúszás | 1:54:37.2 | 8        |
| Bertrand Venturi    | Férfi 25 kilométeres hosszútávúszás | 5:13:26.9 | 11       |
| Joanes Hedel        | Férfi 25 kilométeres hosszútávúszás | 5:13:03.1 | 8        |

Női
| Versenyző      | Esemény                           | Döntő     | Döntő     |
| Versenyző      | Esemény                           | Idő       | Helyezés  |
| -------------- | --------------------------------- | --------- | --------- |
| Aurelie Muller | Női 5 kilométeres hosszútávúszás  | 1:00:40.1 | Ezüstérem |
| Ophelie Aspord | Női 5 kilométeres hosszútávúszás  | 1:00:44.9 | 6         |
| Ophelie Aspord | Női 10 kilométeres hosszútávúszás | 2:02:28.3 | 16        |
| Celia Barrot   | Női 10 kilométeres hosszútávúszás | 2:03:43.7 | 26        |
| Celia Barrot   | Női 25 kilométeres hosszútávúszás | 5:29:40.8 | 7         |

Csapat
| Versenyzők                                           | Esemény | Döntő     | Döntő    |
| Versenyzők                                           | Esemény | Idő       | Helyezés |
| ---------------------------------------------------- | ------- | --------- | -------- |
| Ophelie Aspord Damien Cattin Vidal Sebastien Fraysse | Csapat  | 1:00:27.3 | 7        |

## Úszás
Férfi
| Versenyző(k)                                                                 | Esemény                            | Selejtező | Selejtező | Elődöntő          | Elődöntő          | Döntő               | Döntő               |
| Versenyző(k)                                                                 | Esemény                            | Idő       | Helyezés  | Idő               | Helyezés          | Idő                 | Helyezés            |
| ---------------------------------------------------------------------------- | ---------------------------------- | --------- | --------- | ----------------- | ----------------- | ------------------- | ------------------- |
| Alain Bernard                                                                | Férfi 50 méteres gyorsúszás        | 22.19     | 10 Q      | 22.07             | 8 Q               | 21.92               | Bronzérem           |
| Frédérick Bousquet                                                           | Férfi 50 méteres gyorsúszás        | 22.38     | 21        | Nem jutott tovább | Nem jutott tovább | Nem jutott tovább   | Nem jutott tovább   |
| Frédérick Bousquet                                                           | Férfi 50 méteres pillangóúszás     | 23.84     | 14 Q      | 23.42             | 8 Q               | 23.38               | 4                   |
| William Meynard                                                              | Férfi 100 méteres gyorsúszás       | 48.14     | 1 Q       | 48.25             | 3 Q               | 48.00               | Bronzérem           |
| Fabien Gilot                                                                 | Férfi 100 méteres gyorsúszás       | 48.48     | 5 Q       | 48.46             | 8 Q               | 48.13               | 5                   |
| Yannick Agnel                                                                | Férfi 200 méteres gyorsúszás       | 1:47.11   | 6 Q       | 1:45.62           | 1 Q               | 1:44:99             | 5                   |
| Yannick Agnel                                                                | Férfi 400 méteres gyorsúszás       | 3:46.72   | 6 Q       |                   |                   | 3:45.24             | 6                   |
| Sebastien Rouault                                                            | Férfi 400 méteres gyorsúszás       | 3:46.20   | 5 Q       |                   |                   | 3:47.66             | 8                   |
| Sebastien Rouault                                                            | Férfi 800 méteres gyorsúszás       | 7:49.43   | 7 Q       |                   |                   | 7:55.91             | 8                   |
| Sebastien Rouault                                                            | Férfi 1500 méteres gyorsúszás      | 15:05.88  | 11        |                   |                   | Nem jutott tovább   | Nem jutott tovább   |
| Camille Lacourt                                                              | Férfi 50 méteres hátúszás          | 25.03     | 2 Q       | 24.85             | 2 Q               | 24.57               | Ezüstérem           |
| Camille Lacourt                                                              | Férfi 100 méteres hátúszás         | 53.30     | 1 Q       | 53.09             | 3 Q               | 52.76               | Aranyérem           |
| Jérémy Stravius                                                              | Férfi 100 méteres hátúszás         | 53.34     | 2 Q       | 52.76             | 1 Q               | 52.76               | Aranyérem           |
| Benjamin Stasiulis                                                           | Férfi 200 méteres hátúszás         | 1:58.42   | 15 Q      | 1:58.19           | 11                | Nem jutott tovább   | Nem jutott tovább   |
| Hugues Duboscq                                                               | Férfi 100 méteres mellúszás        | 1:00.38   | 9 Q       | 1:00.56           | 12                | Nem jutott tovább   | Nem jutott tovább   |
| Hugues Duboscq                                                               | Férfi 200 méteres mellúszás        | 2:13.56   | 23        | Nem jutott tovább | Nem jutott tovább | Nem jutott tovább   | Nem jutott tovább   |
| Florent Manaudou                                                             | Férfi 50 méteres pillangóúszás     | 23.31     | 3 Q       | 23.32             | 3 Q               | 23.49               | 5                   |
| Alain Bernard Jérémy Stravius William Meynard Fabien Gilot                   | Férfi 4 × 100 méteres gyorsváltó   | 3:12.09   | 1 Q       |                   |                   | 3:11.14             | Ezüstérem           |
| Yannick Agnel Grégory Mallet Jérémy Stravius Fabien Gilot Sebastien Rouault* | Férfi 4 × 200 méteres gyorsváltó   | 7:11.60   | 3 Q       |                   |                   | 7:04.81             | Ezüstérem           |
| Jérémy Stravius Hugues Duboscq Florent Manaudou Fabien Gilot                 | Férfi 4 × 100 méteres vegyes váltó | 3:36.21   | 9         |                   |                   | Nem jutottak tovább | Nem jutottak tovább |

- * Csak a selejtezőben úsztak

Női
| Versenyző(k)                                                           | Esemény                          | Selejtező | Selejtező | Elődöntő | Elődöntő | Döntő               | Döntő               |
| Versenyző(k)                                                           | Esemény                          | Idő       | Helyezés  | Idő      | Helyezés | Idő                 | Helyezés            |
| ---------------------------------------------------------------------- | -------------------------------- | --------- | --------- | -------- | -------- | ------------------- | ------------------- |
| Camille Muffat                                                         | Női 100 méteres gyorsúszás       | 54.35     | 5 Q       | 54.28    | 9        | Nem jutott tovább   | Nem jutott tovább   |
| Camille Muffat                                                         | Női 200 méteres gyorsúszás       | 1:57.99   | 9 Q       | 1:56.62  | 4 Q      | 1:56.10             | Bronzérem           |
| Camille Muffat                                                         | Női 400 méteres gyorsúszás       | 4:05.62   | 2 Q       |          |          | 4:04.06             | Bronzérem           |
| Alexianne Castel                                                       | Női 200 méteres hátúszás         | 2:10.38   | 11 Q      | 2:08.41  | 5 Q      | 2:09.07             | 8                   |
| Mélanie Henique                                                        | Női 50 méteres pillangóúszás     | 26.37     | 8 Q       | 26.29    | 7 Q      | 25.86               | Bronzérem           |
| Lara Grangeon                                                          | Női 400 méteres vegyesúszás      | 4:47.41   | 21        |          |          | Nem jutott tovább   | Nem jutott tovább   |
| Camille Muffat Coralie Balmy Chorlotte Bonnet Ophelie-Cyrielle Etienne | Női 4 × 200 méteres gyorsváltó   | 7:55.89   | 7 Q       |          |          | 7:52.22             | 4                   |
| Alexianne Castel Sophie de Ronchi Aurore Mongel Camille Muffat         | Női 4 × 100 méteres vegyes váltó | 4:04.05   | 13        |          |          | Nem jutottak tovább | Nem jutottak tovább |

## Szinkronúszás
Női
| Versenyzők | Esemény               | Selejtező | Selejtező | Döntő  | Döntő    |
| Versenyzők | Esemény               | Pont      | Helyezés  | Pont   | Helyezés |
| --- | --------------------- | --------- | --------- | ------ | -------- |
| Sara Labrousse Chloe Willhelm                                                                                            | Páros rövid program   | 88.500    | 9 Q       | 88.900 | 8        |
| Sara Labrousse Maite Mejean                                                                                              | Páros szabad program  | 88.740    | 8 Q       | 88.100 | 9        |
| Laura Auge Maeva Charbonnier Margaux Chretien Chloe Kautzmann Sara Labrousse Maite Mejean Violaine Robert Chloe Willhelm | Csapat rövid program  | 88.700    | 8 Q       | 88.600 | 8        |
| Laura Auge Maeva Charbonnier Margaux Chretien Chloe Kautzmann Sara Labrousse Maite Mejean Violaine Robert Chloe Willhelm | Csapat szabad program | 88.970    | 8 Q       | 87.840 | 8        |

Tartalékok
- Joannie Ciociola
- Charlotte Frackowiak